# Thomas Quasthoff
Thomas Quasthoff (Hildesheim, 9 novembre 1959) è un baritono tedesco, celebre per le sue interpretazioni dei Lieder schubertiani e per il suo vastissimo repertorio che va da Bach al jazz.

## Biografia
Thomas Quasthoff nasce in Germania, a Hildesheim, nel 1959 e, fin dalla nascita, è affetto da gravi deformazioni al corpo, dovute all'uso di talidomide (farmaco antiemetico altamente tossico ritirato dal mercato nel 1961) fatto da sua madre durante la gravidanza. L'uso di questo farmaco gli ha causato la focomelia, malformazione che ha provocato non pochi ostacoli alla sua vita da musicista.
Quasthoff tentò infatti di entrare al conservatorio di Hannover ma gli fu negata l'ammissione in quanto non avrebbe potuto suonare il pianoforte. Studiò quindi canto privatamente, lavorando per sei anni alla radio come annunciatore per la NDR. Il successo arrivò nel 1988 quando vinse l'Internationale Musikwettbewerb der ARD, ricevendo le lodi del celebre baritono Dietrich Fischer-Dieskau. Nel 1995, su invito di Helmut Rilling esordisce negli Stati Uniti e nel 1998 ha l'onore di essere uno dei solisti della prima mondiale del "Credo" di Krzyztof Penderecki. 
Insieme ad Anne Sofie von Otter nel 2000 vince un Grammy Award per la sua interpretazione di Des Knaben Wunderhorn di Gustav Mahler. Questo Grammy va ad aggiungersi all'altro guadagnato nel '98 per la composizione di Penderecki, a quello del 2008 per il Deutsches Requiem di Brahms sotto la guida di Simon Rattle e alle nomination ai Grammy del 2000 e 2001 per le registrazioni dei Lieder di Brahms, Liszt e Schubert effettuate per la Deutsche Grammophon.
Nel 2004 è Amfortas in Parsifal (opera) al Wiener Staatsoper.
Nello stesso anno gli viene conferito il Premio Quadriga.
In parte a causa delle sue condizioni fisiche, in parte per una scelta stilistica, Thomas Quasthoff non esegue molti concerti durante l'anno, preferendo insegnare (è titolare di due cattedre di canto in Germania, a Berlino e a Detmold).
Oltre ad aver collaborato con diverse prestigiosissime orchestre è stato accompagnato al pianoforte da celebri artisti quali Hélène Grimaud, Evgenij Kissin e Daniel Barenboim.
Nel 2012 lo stesso Quasthoff dichiara "dopo quasi 40 anni, ho deciso di ritirarmi dal palcoscenico. La mia salute non mi permette più di mantenere gli alti standard che mi sono sempre prefissato. Devo moltissimo a questa straordinaria professione e la lascio senza amarezza alcuna. Al contrario, sto guardando avanti, alle nuove sfide che entreranno nella mia vita. Vorrei ringraziare tutti i miei compagni musicisti, con cui ho condiviso il palcoscenico, tutti gli organizzatori e il mio pubblico per la fedeltà dimostratami."
Quasthoff continuerà a dedicarsi alle nuove generazioni di cantanti continuando ad insegnare presso l'Accademia musicale di Berlino Hanns Eisler e conducendo master classes.

## Il jazz
Del 2006 è un suo disco totalmente diverso dai precedenti, in cui Quasthoff si diverte ad eseguire 13 standard jazz in compagnia di alcuni amici, famosi musicisti jazz (Till Brönner, Alan Broadbent, Chuck Loeb, Peter Erskine ecc.). Il disco, pubblicato dalla Deutsche Grammophone, si intitola "The Jazz album - Watch What Happens" ed è un tributo al passato del cantante che da giovane spesso si esibiva in locali jazz.

## Discografia selezionata
- Bach: Cantatas BWV 56, 158 & 82 - 2004 Deutsche Grammophon - Grammy Award for Best Classical Vocal Solo 2006
- Beethoven: Sinf. n. 9 - Abbado/BPO/Mattila/Urmana/Moser/Quasthoff, 2000 Deutsche Grammophon
- "Wolfgang Amadeus Mozart: Arien", Württembergisches Kammerorchester Heilbronn, Jörg Faerber, Sony BMG, Settembre 1997 (Echo-Preis 1998)
- Krzysztof Penderecki: "Credo", Oregon Bach Festival Orchestra, Helmuth Rilling, Hänssler, Settembre 1998.
- Franz Schubert: "Winterreise", con Charles Spencer, BMG, Ottobre 1998
- Gustav Mahler: Des Knaben Wunderhorn, Anne Sofie von Otter, Berliner Philharmoniker, Claudio Abbado, Deutsche Grammophon, Aprile 1999 - Grammy Award for Best Classical Vocal Solo 2000
- Brahms und Liszt: Lieder, con Justus Zeyen, Deutsche Grammophon, Febbraio 2000
- Schubert: Lieder with Orchestra orchestrati da Britten, Brahms, Reger, Berlioz... con Anne Sofie von Otter, Chamber Orchestra of Europe, Claudio Abbado, Deutsche Grammophon, Aprile 2003 (Grammy Award for Best Classical Vocal Solo 2004).
- Franz Schubert: Die schöne Müllerin, con Justus Zeyen, Deutsche Grammophon 2005.
- Arnold Schönberg: Gurrelieder, Berliner Philharmoniker, Simon Rattle, EMI, Aprile 2006.
- The Voice. Opere di Brahms, Liszt, Lortzing, Mendelssohn Bartholdy, Schubert, Weber, Heine, Rückert, Chezy, Deutsche Grammophon, Maggio 2006.
- Watch what happens. The Jazz Album. con Till Brönner, Deutsche Grammophon, Marzo 2007 - Grammy Award Best Classical Crossover Album 2008
- Quasthoff, A romantic songbook - Quasthoff/Zeyen, 2003 Deutsche Grammophon